# U-Boot-Klasse XXII
Die U-Boot-Klasse XXII, auch Walter-Turbinen-U-Boot Typ XXII genannt, war ein U-Boot mit Walter-Antrieb. Einige Boote dieses Typs wurden von der deutschen Kriegsmarine während des Zweiten Weltkrieges in Auftrag gegeben, aber nie fertiggestellt. Die Boote dieser U-Boot-Klasse waren als sogenannte „Küsten-U-Boote“ für den Einsatz im küstennahen Seegebiet konzipiert.

## Entwicklungsgeschichte
Die U-Boot-Klasse XXII wurde im Jahr 1943 von den Ingenieuren Fritz Fischer und Ulrich Gabler im Auftrag des Ingenieurbüro Hellmuth Walter in Kiel entwickelt. Grundlage der Konzeption war die Annahme, dass die komplizierte Turbinenanlage des „Walter-Antriebs“ eine Schwierigkeit für die Massenproduktion von sogenannten „Walter-U-Booten“ darstellte. Große „Walter-U-Boote“ wie die der U-Boot-Klasse XVII wurden von zwei starken Turbinen angetrieben. Als rascher zu realisierende Alternative und zur Ermöglichung einer schnelleren Fronterprobung entwickelten Fischer und Gabler daher ein kleines U-Boot zum küstennahen Einsatz, dessen Hauptantrieb zur schnellen Unterwasserfahrt aus lediglich einer Walter-Turbine bestand. Ein Elektromotor sollte für die Unterwasserschleichfahrten genutzt werden, für die Überwasserfahrt war ein Dieselmotor vorgesehen. Die Besatzung sollte aus zwölf Mann bestehen, um bei längeren Einsätzen eine Rotation der Wachen zu je sechs Mann zu ermöglichen.

## Technische Daten
Der Typ XXII war 27,1 m lang und verdrängte bei Unterwasserfahrt zwischen 225 m³ und 245 m³. Im Gegensatz zu anderen U-Booten dieser Größe verfügte dieser Typ über keinen Turm und hatte somit auch keine Artilleriebewaffnung. Weitere Besonderheiten dieses Typs waren, dass er keine vorderen Tiefenruder hatte und der von Hellmuth Walter entwickelte Antrieb, der bei Unterwasserfahrt eine Geschwindigkeit von 20 kn ermöglichen sollte. Für die Überwasserfahrt sollten die XXII-Boote über einen Dieselmotor der Deutz AG verfügen, der eine maximale Geschwindigkeit von 7 kn gewährleisten sollte. Ein Abgasverdichter erweiterte bei Turbinenfahrt den Fahrbereich insbesondere bei größeren Tauchtiefen. Die Bewaffnung bestand aus zwei Bugtorpedorohren und einem sehr hochliegenden Hecktorpedorohr. Die Beladung mit 5 m langen Torpedos war nur von außen möglich. Es war nicht möglich, die Torpedos während der Fahrt zu warten. Das Konzept sah weiterhin vor, dass das Boot sowohl hochseefähig sein musste als auch im engeren Küstenumfeld zum Einsatz kommen konnte. Der Tank für das Wasserstoffperoxid, das zum Betrieb der „Walter-Turbine“ benötigt wurde, befand sich unterhalb des Druckkörpers und ergab einen ellipsenförmigen Bootsquerschnitt.

## Fertigung
Am 6. Juli 1943 erging von Seiten der Kriegsmarine ein Bauauftrag über die Fertigung von Booten des Typ XXII an die Kieler Kriegsmarinewerft der Howaldtswerke-Deutsche Werft AG. Als der Werft am 30. September die Annullierung des Bauauftrags angekündigt wurde, hatten zwei Boote – Baunummern 055 und 056 – bereits ihre Bezeichnung erhalten: U 1153 und U 1154. Die Annullierung des Auftrags über diese beiden und 34 weitere Boote wurde von der Kriegsmarine den Howaldtswerken gegenüber am 6. November 1943 bestätigt. Der Auftraggeber hatte sich entschlossen, die Fertigung dieser U-Boot-Klasse zugunsten der Produktion der Typen XXI und XXIII aufzugeben.